# Sahpau
Sahpau är en ort i Indien.   Den ligger i delstaten Uttar Pradesh, i den norra delen av landet, 160 km sydost om huvudstaden New Delhi. Sahpau ligger 179 meter över havet och antalet invånare är 8 000.
Terrängen runt Sahpau är mycket platt. Runt Sahpau är det tätbefolkat, med 735 invånare per kvadratkilometer. Närmaste större samhälle är Hathras, 19,1 km norr om Sahpau. Trakten runt Sahpau består till största delen av jordbruksmark.